# Nemyriv
Nemyriv (ukrajinsky Немирів, rusky Немиров – Němirov, polsky Niemirów) je město ve Vinnycké oblasti na Ukrajině. K roku 2018 v něm žilo přes jedenáct tisíc obyvatel.
Podle města je pojmenována značka vodky Nemiroff.

## Poloha
Nemyriv leží v povodí Jižního Bugu ve vzdálenosti přibližně čtyřicet kilometrů jižně od Vinnycji, správního střediska oblasti.

## Dějiny
První písemná zmínka o Nemyrivu je z roku 1506.
V roce 1738 ve městě probíhala neúspěšná jednání o ukončení rusko-turecké války.
Před druhou světovou válkou tvořili přibližně třetinu obyvatelstva Židé, kterých zde bylo zhruba tři tisíce. Za druhé světové války byla během okupace nacistickým Německem zdejší židovská komunita zničena.

### Rodáci
- Izrael Axenfeld (1787–1868), spisovatel píšící v jidiš
- Nikolaj Alexejevič Někrasov (1821–1878), spisovatel a básník
- Karl Adolfovič Krug (1873–1952), elektrotechnik
- Theodosius Dobzhansky (1900–1975), evoluční biolog
- Roman Holovaščenko (* 1987), boxer